# Mollasani
Mollasani (cunoscut și ca Ramin) este un oraș din Iran.